# Итало-турецкие отношения
Итало-турецкие отношения — двусторонние дипломатические отношения между Италией и Турцией в политической, экономической и иных сферах. Страны являются членами НАТО и Союза для Средиземноморья.

## История
Османская Империя имела близкие дипломатические отношения с итальянскими городами Генуя и Венеция. Дипломатические отношения с Венецией берут начало в 1381 году.
Дипломатические отношения между Османской Империей и Италией были установлены в 1856 году. В 1856 году Османская империя открыла первую дипломатическую миссию в Италии (незадолго до создания Королевства), направив посла Рустема-паши. С тех пор Турция неизменно представлена в Италии через своё посольство в Риме, а также консульства в Милане и Неаполе. В 1911 году между странами произошла война, в результате которой Королевство Италия получила территорию Ливии. В Первой Мировой Войне Италия и Османская империя находились в состоянии войны. Королевство Италия выступило на стороне Антанты, а Османская империя на стороне Центральных держав соответственно.

## Дипломатические отношения
В настоящее время Италия проводит свои интересы в Турции через посольство в Анкаре, генеральное консульство в Стамбуле, консульство в Измире, а также почётные консульства в Анталии, Бурсе, Газиантепе, Искендеруне, Невшехире и Эскишехире.
Проводятся турецко-итальянские межправительственные саммиты, турецко-итальянский форум, турецко-итальянский медиафорум.
В 2019 году министр иностранных дел Италии Луиджи Ди Майо осудил наступление Турции на северо-восток Сирии, объявив, что наступление против курдских сил в Сирии является «неприемлемым» и призвал к немедленному прекращению боевых действий. Италия присоединилась к эмбарго на поставки оружия Турции, несмотря на то, что ранее была основным поставщиком оружия в эту страну среди стран Европейского союза.

## В области экономики
Италия является 4-м по величине торговым партнёром Турции. Осуществляется сотрудничество в сфере энергетики, туризма, инфраструктуры, автомобильной и химической промышленности.
В Турции действует более 900 компаний Италии в сфере транспорта, банковской деятельности, телекоммуникаций, строительства, электроники, фармацевтики.
В Италии действует 44 компании Турции.

## Культурное влияние
В Стамбуле находится один из Итальянских институтов культуры, который был открыт министерством иностранных дел Италии. Институт, помимо других культурных мероприятий, предлагает пройти курсы итальянского языка, который также преподают в Анкарском университете и Стамбульском университете.
В Измире и Анкаре располагается Итальянский культурный центр «Carlo Goldoni» и Итальянская ассоциация дружбы «Casa Italia». Оба центра участвуют в организации мероприятий, пропагандирующих итальянскую культуру, и курсов по преподаванию итальянского языка.
В Турции имеется несколько итальянских школ, большинство из которых находится в Стамбуле. Итальянские школы в Турции включают детские сады, начальные, средние и старшие школы.

## Иммиграция
По оценкам, в 2009 году в Италии проживало от 30 000 до 40 000 турок.

## Дипломатические представительства
- Италия имеет посольство в Анкаре[11].
- Турция содержит посольство в Риме[12].